# 愛人/ラマン
『愛人/ラマン』（L' Amant）は、1992年に製作されたフランス、イギリス合作の恋愛映画。
ジャン=ジャック・アノー監督。1984年に出版されたマルグリット・デュラスの世界的ベストセラーとなった自伝的小説が原作。しかし、その時代に華僑の中国人は全て西洋列強が連れてきた苦力と呼ばれる中国人奴隷だったため脚色されている。

## ストーリー
1929年のフランス領インドシナが舞台。華僑の中国人青年と貧しいフランス人少女の恋。
主人公の少女は、母と2人の兄弟と共にベトナムで暮らしていた。母は現地で教師をしていたが、役人に騙され、面積のほとんどが海水に浸かってしまう土地を買わされてしまった。そのため、一家は貧しい暮らしを送っていた。母は兄ばかりを可愛がり、兄は母からもらった金で阿片を買い、彼女と弟に暴力を振るい、2人を苦しめていた。
現地のフランス人女学校に通う彼女はある日、メコン川のボート乗り場で、1人の華僑の青年に話しかけられる。やがて2人は愛人関係を持つようになる。
少女にとって彼との関係は、初めは単なる快楽やお金稼ぎのためと割り切ったものであった。母親は、二人の関係に当初は嫌悪感を抱くも、娘が中国人青年から金を貰っていることを知り、その金が貧困をしのぎフランスへ帰る資金になることがわかり、2人の関係を許した。
しかしそのうちに、彼女の感情が微妙に変化し始め、2人は離れがたい仲になっていく。

## キャスト
| 役名               | 俳優                         | 日本語吹き替え | 日本語吹き替え |
| 役名               | 俳優                         | ソフト版       | 日本テレビ版   |
| ------------------ | ---------------------------- | -------------- | -------------- |
| 少女               | ジェーン・マーチ             | 深見梨加       | 田中敦子       |
| 中国人青年         | レオン・カーフェイ           | 原康義         | 松橋登         |
| 母                 | フレデリック・マイニンガー   | 藤波京子       | 藤田弓子       |
| 兄                 | アルノー・ジョヴァニネッティ | 成田剣         | 平田広明       |
| 弟                 | メルヴィル・プポー           | 仲野裕         | 成田剣         |
| エレーヌ・ラゴネル | リサ・フォークナー           | 天野由梨       | 渕崎ゆり子     |
| ナレーション       | ジャンヌ・モロー             | 谷育子         | 奈良岡朋子     |

- 日本テレビ版：1993年11月26日『金曜ロードショー』

## パッケージソフト
- DVD「愛人/ラマン 〈無修正版〉」2000年8月25日発売。東北新社。

## 関連作品
- デュラス 愛の最終章